# Heteropoda atriventris
Heteropoda atriventris este o specie de păianjeni din genul Heteropoda, familia Sparassidae, descrisă de Chrysanthus, 1965. Conform Catalogue of Life specia Heteropoda atriventris nu are subspecii cunoscute.